# 纳氏蚁鵙
纳氏蚁鵙（学名：Thamnophilus stictocephalus）是蚁鵙科蚁鵙属的一种，发现于玻利维亚北部（贝尼省和圣克鲁斯省）和巴西（亚马孙盆地南部，位于托坎廷斯河、欣古河、塔帕若斯河与玛代拉河之间）。纳氏蚁鵙曾是大物种蓝灰蚁鵙（T. punctatus）的亚种，但后来被从后者中分出，这一学名现单指现在的蓝灰蚁鵙。
纳氏蚁鵙的自然栖息地是亚热带或热带的干燥森林以及亚热带或热带的湿润低地森林。